# Silicularia rosea
Silicularia rosea is een hydroïdpoliep uit de familie Campanulariidae. De poliep komt uit het geslacht Silicularia. Silicularia rosea werd in 1834 voor het eerst wetenschappelijk beschreven door Meyen. 